# إيدي جوتليب
إيدي جوتليب (الروسية: Эдуард Эдуардович Готлиб) هو لاعب كرة قدم روسي وإسرائيلي في مركز قلب الدفاع، ولد في 16 أغسطس 1992 في كرمئيل في إسرائيل. شارك مع منتخب إسرائيل تحت 21 سنة لكرة القدم. أما مع النوادي، فقد لعب مع هابوعيل تل أبيب.

## وصلات خارجية
- إيدي جوتليب على موقع قاعدة بيانات كرة القدم.إي يو (الإنجليزية)
- إيدي جوتليب على موقع Soccerway.com (الإنجليزية)